# Mannerheim-Kreuz

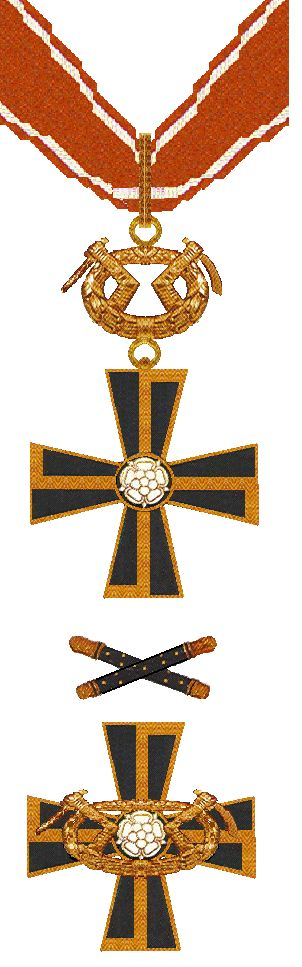
Das Mannerheim-Kreuz der 1. und 2. Klasse

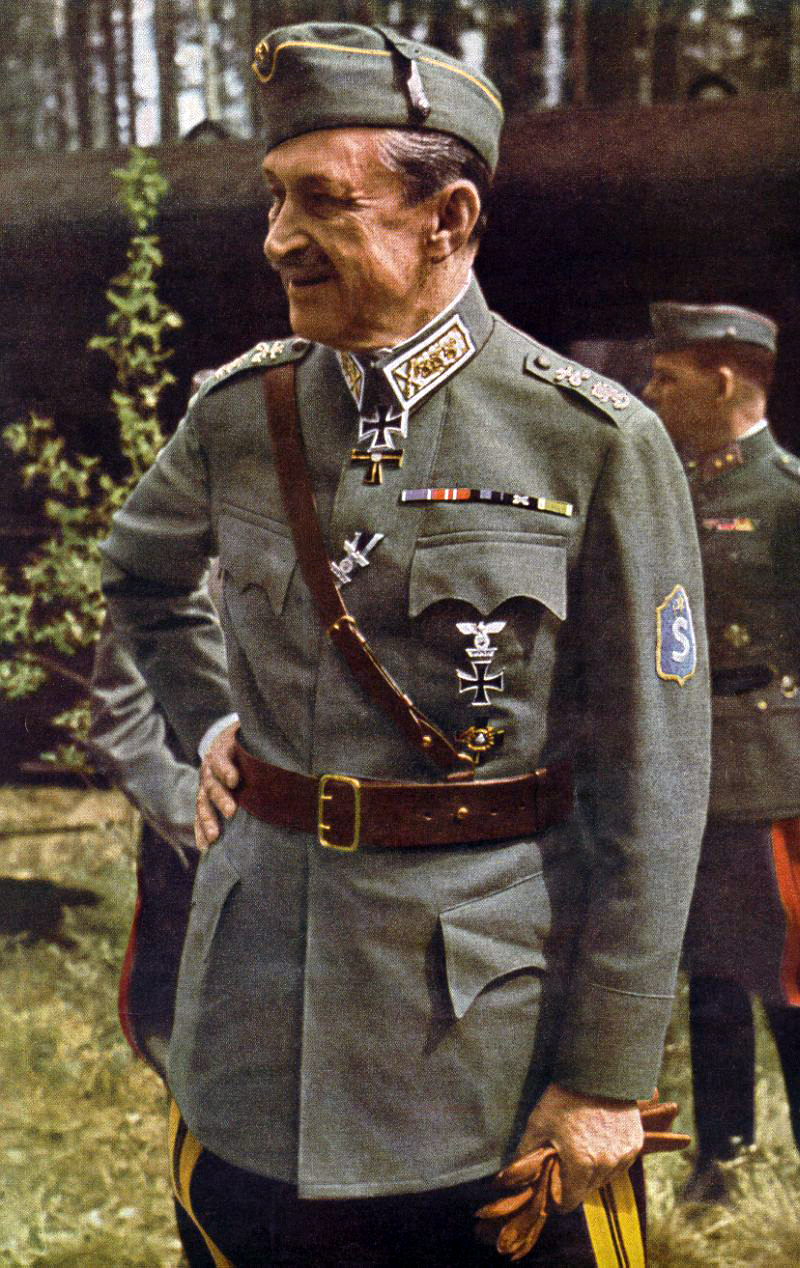
Mannerheim 1943 mit Mannerheim-Kreuz

Das Mannerheim-Kreuz (finnisch Mannerheim-risti, schwedisch Mannerheimkorset) ist eine militärische Auszeichnung des finnischen Staates.
Es wurde am 16. Dezember 1940 durch Verordnung des finnischen Staatspräsidenten Kyösti Kallio gestiftet und nach dem Oberbefehlshaber der finnischen Streitkräfte, Marschall Gustaf Mannerheim, benannt. Das Mannerheim-Kreuz war eine Zusatzdekoration zum 1940 wiedergestifteten Orden des Freiheitskreuzes. Es kann einem finnischen Soldaten „in Kriegszeiten ungeachtet des militärischen Ranges für besondere Tapferkeit, für entscheidende Taten in der Schlacht und für ehrenhafte Truppenführung“ verliehen werden.
Das Mannerheim-Kreuz hatte zwei Klassen: die I. war eine Halsdekoration und die II. ein Steckkreuz. Das Ordenszeichen der I. Klasse war ein schmales Tatzenkreuz, das schwarz emailliert war und dessen Arme ein goldenes gerades Hakenkreuz trugen; im Mittenmedaillon befand sich das Symbol der finnischen Weißen Rose. Der Orden hing an einem ovalen goldenen Eichenkranz, aus dem auf beiden Seiten zwei gebogene Arme mit Schwertern hervorgingen, und wurde an einem roten Band mit je einem weißen Streifen auf beiden Seiten getragen. Das Steckkreuz der II. Klasse hatte den Eichenkranz als Umrahmung des Mittenmedaillons. Der einzige Unterschied zwischen dem Mannerheim-Kreuz und dem Orden des Freiheitskreuzes bestand in der Farbe der Emaillierung: das Freiheitskreuz war weiß oder blau emailliert, und in den Klassen: das Freiheitskreuz hatte vier Klassen und konnte ohne den Eichenkranz verliehen werden.
Das Mannerheim-Kreuz I. Klasse wurde nur zweimal verliehen: an Mannerheim selbst (1941, gleichzeitig erhielt er die II. Klasse mit Marschallstäben als besondere Dekoration) und an den Infanteriegeneral Axel Erik Heinrichs (1944). Das Mannerheim-Kreuz II. Klasse wurde bis 1945 insgesamt 191-mal vergeben; vier Soldaten wurden zweifach geehrt. Zweimal wurden Generalmajor Aaro Olavi Pajari (Kommandeur einer Infanterie-Division), Oberst Martti Johannes Aho (Kommandeur eines Infanterie-Regiments), Stabsfeldwebel Eino Ilmari Juutilainen (Jagdflugzeugpilot) und Hauptmann Hans Wind (Jagdflieger) ausgezeichnet.
Bei der zweiten Verleihung erhielt man gekreuzte Marschallstäbe als Zusatzdekoration. Mit der Verleihung des Ordens durfte sich der Ausgezeichnete als Ritter des Mannerheim-Kreuzordens (Mannerheim-ristin ritari) bezeichnen und erhielt zudem 50.000 finnische Mark.

## Weitere bekannte Träger des Mannerheim-Kreuz
- Aksel Airo, Generalleutnant, Operationschef im Generalstab
- Adolf Ehrnrooth (1905–2004), Oberst, Kommandeur eines Infanterie-Regiments
- Axel Erik Heinrichs (1890–1965), General der Infanterie und Chef des Generalstabes
- Vilho Petter Nenonen, General der Artillerie, Inspekteur der Artillerie
- Ruben Lagus, Oberst, Kommandeur einer Infanterie-Division
- Karl Lennart Oesch (1892–1978), Generalleutnant, Kommandeur der Isthmus Truppen
- Paavo Talvela, Generalmajor, Kommandeur eines Korps
- Lauri Törni (1919–1965), Leutnant, Kommandeur einer Infanterie-Kompanie
- Rudolf Walden (1878–1946), General der Infanterie, Verteidigungsminister Finnlands
- Hjalmar Siilasvuo (1892–1947), Generalleutnant, Kommandeur eines Korps
- Erkki Raappana, Oberst, Kommandeur einer Infanterie-Division